# TFO
Ne doit pas être confondu avec TF1.
TFO (Télévision française de l'Ontario) est une chaîne de télévision éducative et culturelle de langue française de la province canadienne de l'Ontario, diffusant principalement des émissions pour enfants, des documentaires et du cinéma de répertoire. Le Groupe Média TFO, qui exploite TFO, produit et diffuse aussi du contenu numérique complémentaire à ses émissions, disponible sur le Web et sur des appareils mobiles.
Relevant précédemment de TVOntario, TFO est désormais exploitée par le Groupe Média TFO (nom utilisé publiquement depuis 2011 par l'Office des télécommunications éducatives de langue française de l'Ontario (OTELFO),.
TFO est diffusée par câble partout en Ontario, et tous les cablôdistributeurs de la province sont tenus de l'offrir dans leurs forfaits de base,.
TFO compte deux stations régionales, soit TFO Ottawa et TFO Sudbury.

## Historique
Les débuts de TFO sont ceux de TVOntario, l'Office de la télécommunication éducative de l'Ontario, créé par le ministre de l'éducation, Bill Davis, en juin 1970. Les émissions en français représentent 5 % de la programmation cette année-là. Dès 1971, la proportion de programmation en français augmente à 10 %.
En 1985, le ministère des Affaires municipales et culturelles de l’Ontario conjointement avec Communications Canada approuvent la création d’une chaîne de télévision éducative de langue française en Ontario. C’est ainsi qu’en 1986, la chaîne de langue française précédemment dépendante de TVOntario reçoit sa licence de diffusion du CRTC, ce qui lui permet, le 1er janvier 1987, de lancer officiellement La Chaîne française (connue principalement sous le nom de La Chaîne). TVOntario dédie une programmation entièrement en français tous les dimanches.
En 1997, La Chaîne est rebaptisée TFO et, en octobre 1997, elle lance son site web tfo.org. Le même mois, sa demande visant à diffuser son signal au Nouveau-Brunswick est approuvée par le CRTC,.
En 1998, TFO est diffusée à travers le pays par ExpressVu et Star Choice. En 2002, elle coproduit FranCœur, la toute première série dramatique en français créée à l’extérieur du Québec. En septembre 2004, TFO diffuse sa programmation au Québec sur le service numérique de Vidéotron. En 2006, son autonomie complète est annoncée par le gouvernement de l’Ontario. Le 1er avril 2007, l’Office des télécommunications éducatives de langue française de l’Ontario (OTELFO), dont la chaîne de télévision TFO fait désormais partie, est créé.

## Diffusion
TFO est disponible par le câble dans toute la province de l'Ontario et au Manitoba, et peut être reçue par ondes hertziennes dans l’est et le nord de l'Ontario. Tous les câblodistributeurs de l'Ontario sont tenus de diffuser cette chaîne publique locale,.
À l'échelle nationale, elle est diffusée par satellite sur Bell Télé et Shaw Direct (a été retirée en août 2008 et ré-intégrée en août 2011), alors qu’au Québec, ce sont Vidéotron et environ cinquante câblodistributeurs indépendants qui la diffusent. Elle est également diffusée sur le câble au Nouveau-Brunswick.
Le 31 mars 2009, TFO a lancé une version haute définition de la chaîne, distribuée exclusivement par câble ou satellite.
Après l'arrêt de la télévision analogique et la conversion au numérique qui a lieu le 31 août 2011, tous les émetteurs ont continué de diffuser en mode analogique, étant tous situés hors des grands centres.
En juin 2012, après l'annonce de suppression d'émetteurs analogiques de TVOntario prévue pour le 31 juillet 2012, TFO a déposé une demande auprès du CRTC afin de mettre fin aux émetteurs de Sudbury, Hawkesbury, Lac-Sainte-Thérèse et Pembroke. La demande a été approuvée le 27 juillet 2012 par le CRTC. En décembre 2012, tous les autres émetteurs ont été mis hors fonction.

## Critiques et controverses
En mai 2021, TFO est accusé de promouvoir un environnement toxique de travail. Son président, Eric Minoli, est placé en retrait administratif à la suite d'une enquête de Radio Canada décrivant "un climat de terreur". Une employé décrit "des conditions de travail inhumaines" ainsi que du harcèlement psychologique opéré par la directrice des ressources humaines qui est licenciée en novembre 2020. Laurent Guerrin, alors vice-président, avait déjà quitté son poste en 2018 à la suite de plaintes et d’allégations d’inconduite sexuelle et comportements inappropriés. Glenn O'Farrell, ancien président de TFO, est également visé par des allégations visant à promouvoir un environnement toxique de travail.

## Artisans
- Pierre Granger, journaliste et présentateur à TFO (retraité)[20]